# Gutierre Velázquez de Lugo
Gutierre Velázquez de Lugo (Cuéllar, último tercio del siglo XV - Arévalo, 2 de noviembre de 1551) fue un noble y juez español, oidor de la Real Chancillería de Granada y consejero de Indias.
Fue hijo de Álvaro de Lugo, señor de Fuencastín y de Villalba del Adaja, y de Isabel Velázquez de Castro, dama de la reina Isabel; nieto paterno de Gutierre Velázquez de Cuéllar, personaje al servicio de Juan II de Aragón, Juan II de Castilla, Enrique IV de Castilla y los Reyes Católicos.
Fue nombrado oidor de la Real Chancillería de Granada en 1527, y ocupó el cargo hasta 1535, en que ingresó en el Consejo de Indias, donde permaneció hasta su muerte. Participó en la redacción de las ordenanzas de la Casa de Contratación de Indias (1539) y en las Leyes Nuevas (1542), y firmó la pragmática de Malinas (1545) poco antes de morir.
Casó con Elvira Barba, y fueron padres de:
1. Pedro Velázquez de Lugo y Barba, caballero de la Orden de Santiago y escribano del Consejo de Italia.
2. Juan Velázquez de Lugo y Barba, caballero de la Orden de Santiago, del Consejo de las Órdenes.
3. María Velázquez de Lugo y Barba, mujer de Francisco de Tapia, Señor de Fuentes de Año.